# Vicent González i Lizondo
Vicent González i Lizondo (oficialment i en castellà: Vicente González Lizondo) (Patraix, Ciutat de València, 22 d'agost de 1942 - 23 de desembre de 1996), fou un polític valencià d'ideologia conservadora, figura capdavantera del moviment espanyolista, regionalista valencià i anticatalanista conegut com a blaverisme.

## Biografia
Naix el 1942 al Carrer Folch i Cardona de la ciutat de València, a la casa familiar. Va estudiar fins als catorze anys, edat a la qual es va posar a treballar com a aprenent en un taller de metal·lúrgia. Va iniciar una carrera militar a la Marina Espanyola, que poc després abandonaria per a tornar a la vida civil. Va treballar com a agent comercial, i als 25 anys funda l'empresa de brotxes i pinzells Greco SA, a partir d'una altra empresa ja existent.

### Salt a la política
Provinent del món faller, concretament a la Falla Albacete-Marvà, va ser membre de la Junta Central Fallera, considerant-se que el primer document gràfic de la seua vida pública data del 9 d'octubre de 1977. El seu primer partit polític va ser Unió Regional Valenciana, que abandonaria junt a Miquel Ramón Izquierdo quan este es convertira en Esquerra Nacionalista Valenciana. Va ser este sector d'URV, junt a altres sectors de l'anticatalanisme valencià els qui crearen la Junta Permanent d'Unió Valenciana, organització que seria l'embrió del partit polític. Tot i que Vicent González Lizondo no formava part de la junta, va ser ell qui va registrar el partit en agost de 1982, oferint les sigles a la junta. Miquel Ramón Izquierdo i Vicente Ramos serien les cares visibles d'Unió Valenciana (UV), quedant Lizondo en segon pla, com a president provincial de València. Vicent González Lizondo va enfocar la seua trajectòria política a la Ciutat de València, sent elegit regidor a l'Ajuntament en les eleccions municipals de 1983, càrrec que repetix en les de 1987. Quan l'alcalde Ricard Pérez Casado dimiteix el 30 de desembre 1988, González Lizondo presenta la seua candidatura amb el suport del Partit Popular (PP), però és derrotat per 14 vots a 13.
En les eleccions generals de 1989 és elegit diputat per UV, essent portaveu del Grup Mixt.
Mercès al pacte amb el PP en les eleccions municipals de 1991, Lizondo seria primer tinent d'alcalde de València, però dimiteix a l'any següent després que un membre d'UV dimitira i la majoria PP-UV perdera la majoria a l'Ajuntament del cap i casal.
En les eleccions generals de 1993 González Lizondo torna a ser diputat, ara en solitari, i integrat al Grup Mixt. Però l'octubre de 1994 renuncia al seu escó de diputat, mesos després d'haver estat intervingut del cor i fou substituït per Josep Maria Chiquillo Barber.
Es presenta, però, a les eleccions autonòmiques de 1995, i aconsegueix ser diputat. Mercés al pacte del pollastre (tal com ell mateix l'anomenà), Eduardo Zaplana del Partit Popular abasta la presidència de la Generalitat Valenciana, i Lizondo és nomenat president de les Corts Valencianes com a contrapartida. A més, Unió Valenciana gestionaria també la Conselleria de Medi Ambient (reanomenada «de Mig ambient», d'acord amb les Normes del Puig).

### Crisis internes
A nivell intern, els enfrontaments de Lizondo amb altres membres del partit acaben saldant-se amb expulsions: Miquel Ramón i Izquierdo, Miquel Ramón i Quiles, Joan Oliver, Ramos Pérez i d'altres acabarien abandonant el partit, quedant la figura d'Hèctor Villalba com a successora natural del fundador del partit.
El novembre de 1996, la nova direcció d'UV, encapçalada per Hèctor Villalba, expulsa González Lizondo acusant-lo d'"apropar-se" al Partit Popular. Durant un ple de les Corts en que es discutia la creació de la UMH, el 19 de desembre, pateix un infart, i mor quatre dies després per una aturada cardíaca.